# Isabelle d'Écosse (1195-1263)
Pour les articles homonymes, voir Isabelle d'Écosse.
Isabelle d'Écosse (1195 - après 1263), est la fille de Guillaume le Lion, roi d'Écosse et de son épouse Ermengarde de Beaumont-au-Maine. Elle est membre de la maison de Dunkeld et, par son mariage, elle devient comtesse de Norfolk. 

## Jeunesse
Isabelle est née en 1195 et est le deuxième de quatre enfants nés du mariage de ses parents. Sa sœur aînée est Marguerite, comtesse de Kent, son frère cadet est Alexandre II d'Écosse et sa sœur cadette est Marjorie, comtesse de Pembroke. Isabelle a également de nombreux demi-frères et sœurs illégitimes par son père. 
Son père s'est longuement battu avec Henri II d'Angleterre ainsi qu'avec son fils cadet Jean sans Terre. Par conséquent, en 1209, il est contraint d'envoyer Isabelle et Marguerite en otage au château de Corfe avec Aliénor de Bretagne, qui avait été assignée à résidence pour l'empêcher de clamer ses droits sur l'Angleterre. Isabelle n'avait que quatorze ans au moment de son emprisonnement. En juin 1213, Jean envoya des robes vertes, des manteaux garnis d'agneau et des pantoufles d'été aux trois princesses. Elles étaient parfois autorisées à sortir sous la garde la plus stricte. 

## Mariage
À sa libération, elle dû épouser l'aristocrate anglais Roger Bigot, 4e comte de Norfolk. Les trois princesses écossaises ont épousé des membres de la noblesse anglaise tandis que leur frère Alexandre devait épouser la princesse Jeanne, fille du roi Jean. Roger avait environ quatorze ans de moins qu’Isabelle. Henri III d'Angleterre a accordé des domaines à Isabelle lorsqu'elle épouse Roger en mai 1225. Roger est devenu la pupille de son nouveau beau-frère, le roi Alexandre, jusqu'en 1228. 
Isabelle était deuxième dans l'ordre de succession au trône écossais, après sa sœur Marguerite, jusqu'en 1227, à la naissance de la fille et homonyme de Marguerite. En 1241, elle était quatrième à la naissance de son neveu, Alexandre d'Écosse. 
Roger et Isabelle n'ont pas eu d'enfants. En 1245, Roger la répudia pour consanguinité, mais fut contraint par une condamnation ecclésiastique à la reprendre pour femme en 1253. Elle est appelée "filiam regis Scotiæ" (mais n'est pas nommée) par Matthieu Paris quand il rapporte la reprise de leur mariage. 
On ne sait pas quand Isabelle est morte, elle semble avoir vécu dans le Gloucestershire en octobre 1263 mais il n'y a aucune mention d'elle après cela. Elle est inhumée en l'église des Black Friars, à Londres. Roger meurt en 1270 et c'est son neveu, Roger Bigot, 5e comte de Norfolk, qui lui succède. 
La lignée légitime du roi Guillaume à travers ses quatre enfants s'est éteinte en 1290, conduisant à une crise de succession. 